# Sweethearts (1997, Dänemark)
Sweethearts ist ein dänischer Kurzfilm aus dem Jahr 1997. Der dänische Originaltitel lautet Ska’ vi være kærester? (Willst Du mit mir gehen?).

## Handlung
Die etwa 10-jährigen Kinder Ludvig und Alice sitzen in einem ans Ufer gezogenen Ruderboot. Ludvig würde gern mit Alice gehen und als Symbol ihrer Beziehung Alices Kette mit dem silbernen Herz bekommen. Alice willigt ein, möchte aber im Gegenzug ein Geschenk von Ludvig. Nach kurzer Verhandlung überreicht er ihr sein FC-Barcelona-Trikothemd, doch Alice wünscht sich noch, dass er Under den hvide bro als Liebeserklärung rappt. Ehe Ludvig seinen Rap beenden kann, holen ihn seine Eltern ab, denn er habe noch einen wichtigen Termin. Ludvig soll beim Lilleput Koncert auftreten. Nach einer chaotischen Fahrt zum Veranstaltungsort wird Ludvig in Unterwäsche von seinem Vater einen langen, dunklen Gang mit übenden Musikern entlang getragen und schnell umgekleidet. Ein Mädchen verlässt vor Ludvig weinend die Bühne.
Bei der Vorstellung bemerkt das Publikum laut lachend, dass Ludvigs Hosenstall offen steht. Das Orchester beginnt zu spielen, aber Ludvigs Klavierspiel zeigt dessen Nervosität. Sein Stück heißt Le Cœur d’argent (Das silberne Herz). Der Dirigent lässt das Orchester ein zweites Mal beginnen und Ludvig spielt jetzt ohne Noten zur Zufriedenheit des Dirigenten. Nun betritt jedoch Alice den Zuschauerraum und fordert stumm ihren Rap ein. Ludvigs Spiel wird wieder fahrig und plötzlich springt er auf und rappt passend zur Musik seine Liebeserklärung. Als er zurück zu seiner Klavierbank sprintet, erhebt sich das Publikum vor Aufregung aus den Sitzen. Er beendet bravourös den Auftritt, ist aber geknickt, da Alice offenbar gegangen ist. Allerdings überreicht der Dirigent Ludvig das silberne Herz. Alice hatte es in Anerkennung von Ludvigs Leistung zur Bühne geworfen. Später treffen sich Alice und Ludvig wieder am Ufer und besiegeln mit einem Kuss auf die Wange ihre Beziehung. Ludvig quittiert ihn mit einem Bäh und Alice schlägt vor Spielen zu gehen.

## Auszeichnungen
Der Film wurde 1998 für den Oscar in der Sektion Kurzfilm (Live Action) nominiert, verlor jedoch gegen Visas and Virtue.